# Ela Minus
Gabriela Jimeno Caldas (née le 11 février 1990 à Bogota), connue sous le pseudonyme de Ela Minus, est une chanteuse, compositrice, batteuse et productrice colombienne d'electropop et techno, basée aux États-Unis. Signée sur le label britannique Domino Records depuis 2019.

## Biographie
Née dans la ville de Bogota, elle commencé dans la musique à l'âge de douze ans, alors qu'elle était batteuse dans un groupe de punk hardcore appelé Ratón Perez dans sa ville natale, où elle est restée pendant plus de dix ans, obtenant une reconnaissance considérable dans la scène indépendante nationale.
Jimeno étudie à Boston, aux États-Unis, au Berklee College of Music, où elle se spécialise dans le jazz et la conception de synthétiseurs. Après ses études, elle s'installe dans le quartier de Brooklyn, où la culture DIY, la scène des clubs et le monde des synthétiseurs l'amènent à concevoir le projet solo Ela Minus.
Avant de se concentrer sur son projet solo, elle fait partie du groupe de punk rock Balancer et accompagne également des groupes comme Austra et Chris Tomson et son groupe Dams of the West en tant que batteuse lors de différentes tournées.
Elle publie sa musique et ses pièces de théâtre de manière indépendante pendant plusieurs années, jusqu'en 2019, année où elle signe avec Domino Records, l'un des labels britanniques les plus reconnus et les plus emblématiques, pour sortir son premier album, Acts of Rebellion, en 2020. Le premier single de cet album est They Told Us It Was Hard, but they Were Wrong. Il est suivi par les singles Megapunk, The Sky is Nobody's et Dominique.

## Discographie

### Albums studio
- 2020 - Acts of Rebellion (Domino Records) [8]
- 2025 - Dia (Domino Records)

### EP
- 2015 : First Words (auto-produit)
- 2016 : Grow (auto-produit)
- 2017 : Adapt (auto-produit)

### Singles
- 2015 : Jamaica (auto-produit)
- 2015 : Kiddo (auto-produit)
- 2016 : Ahead (auto-produit)
- 2017 : Juan Sant (auto-produit)
- 2017 : Volcán (auto-produit)
- 2017 : Ceremony  (auto-produit)
- 2018 : Jacinto (auto-produit)
- 2020 : They told us it was hard, but they were wrong (Domino Records)
- 2020 : MegaPunk (Domino Records)
- 2020 : El cielo no es de nadie (Domino Records)
- 2020 : Dominique (Domino Records)

## Distinctions
- Disque de l'année 2020[9] (Radiónica)
- Les 100 meilleures chansons de 2020[10] : 100 (Pitchfork)